# Pomponio Amalteo
Pomponio Amalteo (Motta di Livenza, 1505 – San Vito al Tagliamento, 9 mars 1588) est un peintre italien de l'école vénitienne, imitateur du Pordenone loué par Vasari.

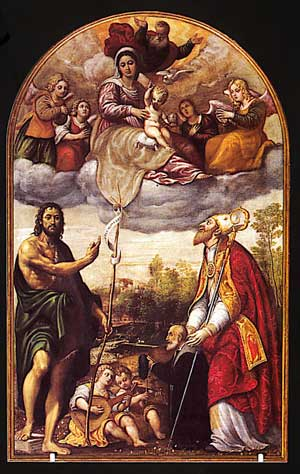
Vierge en gloire et saints (1563)

## Biographie
Pomponio Amalteo commença ses premières études auprès de son oncle Marcantonio, très érudit maître de la ville, de 1510 à 1515.
Ayant découvert sa vocation pour la peinture, il entre à l'école de Domenego Depentór di Motta où il en apprend les rudiments.
Il part ensuite à San Vito al Tagliamento, où il ouvre un atelier, fréquente l'école du Pordenone, dont il épouse la fille Graziosa.
Il fut actif en Frioul comme peintre de retables (trois toiles à Santa Maria dei Battuti de San Vito ; Sacra Famiglia et San Cristoforo à Portogruaro, à l'église du Séminaire) et surtout des cycles de fresques (dôme de Ceneda ; Gemona del Friuli, San Giovanni 1533 ; Oderzo, San Giovanni Battista), un retable de San Giovanni à la paroissiale de Maniago et un lion de San Marco sur la place principale du même pays.

## Œuvres
- Fuga in Egitto (1565), Cappella Mantica, Duomo de Pordenone
- Ultima Cena (1574), Civici Musei, Udine
- Cacciata dei mercanti dal Tempio Duomo d'Udine
- Pietà (1574), Monte di Pietà, Udine

## Sources
- (it) Cet article est partiellement ou en totalité issu de l’article de Wikipédia en italien intitulé « Pomponio Amalteo » (voir la liste des auteurs).
- Notice biographique